# Денисово (Тюменская область)
Денисово — село в Исетском районе Тюменской области России. Административный центр и единственный населённый пункт Денисовского сельского поселения.

## География
Находится на берегу реки Малая Бешкилька в 55 км к югу от Тюмени.
В деревне имеется общеобразовательная школа.

## Население
| 2010 | 2012 | 2013 | 2014 | 2015 | 2016 | 2017 |
| ---- | ---- | ---- | ---- | ---- | ---- | ---- |
| 514  | ↗521 | ↘519 | ↗528 | ↗533 | ↘526 | ↘512 |
| 2018 | 2019 | 2020 | 2021 |      |      |      |
| ↘503 | ↘489 | ↘473 | ↗480 |      |      |      |

Согласно результатам переписи 2002 года, в национальной структуре населения русские составляли 92 % из 523 чел.